# Delias sagessa
Delias sagessa är en fjärilsart som beskrevs av Hans Fruhstorfer 1910. Delias sagessa ingår i släktet Delias och familjen vitfjärilar. Inga underarter finns listade i Catalogue of Life.